# 増田町 (横手市)

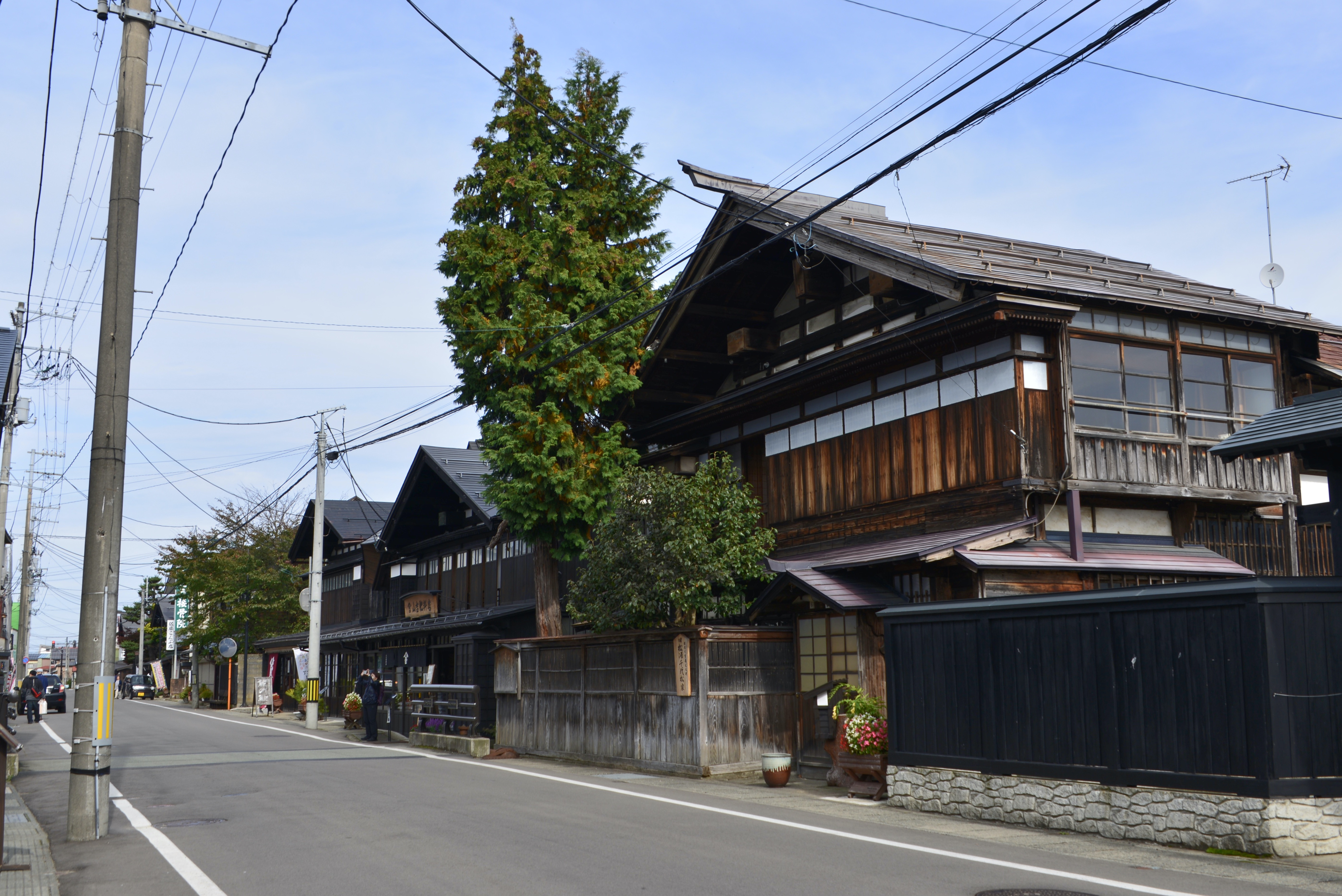
横手市増田伝統的建造物群保存地区（増田の町並み・内蔵）

増田町（ますだまち）は、秋田県横手市にある地区（広域地名）。人口は6,309人（2020年（令和2年）10月1日現在、国勢調査による）。
2005年（平成17年）10月1日に市町村合併によって横手市となった旧平鹿郡増田町の区域をそのまま継承している。増田町荻袋、増田町亀田、増田町熊渕、増田町狙半内、増田町戸波、増田町増田、増田町三又、増田町八木、増田町湯野沢、増田町吉野の10大字からなる。
本項では、旧増田町及び地域総称について述べる。

## 地理
横手市の南東部に位置する。町の中央部に国道342号が横断し、雄平東部広域農道（雄平フルーツライン）が縦貫する。街の中心地は横手市役所増田庁舎（増田地域局）周辺にある。「増田の町並み（内蔵）」と呼ばれる伝統的建造物群保存地区があり、2013年には国の重要伝統的建造物群保存地区として選定された。北都銀行の前身である羽後銀行の創業の地である。増田地域は、増田地区（八木・戸波を含む）・亀田地区・西成瀬地区・狙半内地区（増田東地区とも）と区分される。
東で雄勝郡東成瀬村、西で十文字地域、北で平鹿・横手地域、南で湯沢市と隣接する。

### 山岳
- 真人山
- 男亀森・女亀森
- 高根山

### 河川
- 成瀬川
- 皆瀬川
- 狙半内川
- 大宮川

### 湖沼
- 真人公園沼
- 倉刈沼

## 歴史
- 1889年（明治22年）4月1日 - 町村制施行。
  - 平鹿郡増田村、亀田村、八木村が合併し増田村が成立。
  - 雄勝郡熊渕村、荻袋村、吉野村、湯野沢村、狙半内村が合併し西成瀬村が成立。
- 1895年（明治28年） - 増田村が町制施行し増田町となる。
- 1955年（昭和30年）4月1日 - 増田町と西成瀬村が郡越境合併し、平鹿郡増田町となる。
- 1957年（昭和32年）4月1日 - 雄勝郡稲庭川連町（後の稲川町）大字戸波、大字三又の各一部を編入。
- 1965年（昭和40年）11月10日 - 町章制定。
- 1972年（昭和47年）8月2日 - 集中豪雨により皆瀬川が氾濫。床上浸水2戸、床下浸水162戸[2]。
- 1980年（昭和55年）5月15日 - 町民憲章制定。
- 1985年（昭和60年）6月28日 - 「非核平和の町」宣言。
- 2005年（平成17年）10月1日 - 横手市・平鹿町・雄物川町・大森町・十文字町・山内村・大雄村と合併し、横手市を新設。同日に増田町を廃止。

## 交通

### 鉄道
町内に駅はない。最寄り駅は十文字地域にあるJR東日本奥羽本線の十文字駅。

### 道路
旧増田町と姉妹都市締結をしていた岩手県水沢市（現・奥州市）へ通ずることから、地元では国道397号を「水沢線」と呼ぶ。増田町から岩手県側へ距離的には最短ルートであるが、毎年11月から5月まで県境部分が冬季閉鎖になることと、急カーブ・急坂が連続する線形で通行には十分注意を要するが、春の新緑と夏の清涼や秋の紅葉など山嶺と渓谷美は素晴らしい。秋田自動車道と鬼首道路が開通したが、焼石岳登山ルートは「水沢線」沿線に登山口がある。
一般国道
- 国道342号
- 国道397号

一般県道
- 秋田県道108号川連増田平鹿線
- 秋田県道274号中村上吉野線

## 教育

### 高等学校
- 秋田県立増田高等学校

### 中学校
- 横手市立増田中学校

### 小学校
- 横手市立増田小学校

## 施設
各大字の記事の「施設」の節を参照。

## 観光

### 名所・旧跡・観光スポット
- 増田の町並み・内蔵
- 横手市増田まんが美術館
- 真人公園
- 釣りキチ三平の里
  - 天下森スキー場

- 増田の町並み・内蔵
- 横手市増田まんが美術館
- 真人公園の桜

## 著名出身者
- 加瀬谷東嶺：円山四条派の絵師
- 工藤祐舜 ꞉ 植物分類学の農学博士
- 水戸敬之助 ꞉ 洋画家
- 石田民三：映画監督
- 石田喜一郎：シドニーカメラサークル会員の写真家
- 石田忠吉：氷川丸船長
- 石田東四郎：軍人
- 黒木悦子：シャンソン歌手
- 矢口高雄：漫画家
- 小笠原光冬：戦国武将
- 人見きよし：お笑いタレント、俳優